# 錘頭鸛
錘頭鸛（學名：Scopus umbretta）是鵜形目下的一种中型涉禽，分佈於撒哈拉以南非洲、马达加斯加和阿拉伯半岛的湖泊、河口湾、鱼塘、河流等水体附近。该鸟的头、鸟喙与冠羽的形状合在一起酷似锤子，故得名锤头鹳。
锤头鹳为留鸟，仅会进行短距离移动。该鸟常在浅水区捕猎，主要猎物为各种水生小动物，尤其是小鱼和两栖类。该鸟在繁殖季会筑其极为复杂的鸟巢，配偶双方均会参与孵蛋和哺育幼鸟。

## 物种命名
法国博物学家马蒂兰·雅克·布里松在其1760年的著作《鸟类学》（Ornithologia）中首次描述锤头鹳。1780年乔治-路易·勒克莱尔·德·布丰再次描述锤头鹳并为其绘制了插画。8年后，德国博物学家约翰·弗里德里希·格梅林在他扩写的《自然系统》中加入了锤头鹳，并为其指定了二名法学名Scopus umbretta。其中，属名“scopus”来源于古希腊语的（skiā́）一词，意思是“影子”，而“umbretta”则是拉丁语中“umber”一词的变体，含义是“暗棕色”。
虽然属名“Scopus”来源于布里松的描述，但由于其并不符合二名法的语法要求，故国际动物命名法委员会仅认可其为锤头鹳属的命名人，而锤头鹳种的命名人则是给予其二名法学名的格梅林。

## 种间关系
锤头鹳与其他鸟类的关系甚远，以至于可独立成科。先前学者认为锤头鹳属于鹳形目，但有研究认为该鸟其应是鹈形目的一员。化石与分子生物学证据亦指出该鸟关系最近的物种是鹈形目的鹈鹕与鲸头鹳。
虽然目前锤头鹳属仅余一种，但南非上新世的地层中曾出土有跗骨更长、更适合水生的化石种Scopus xenopus。

### 亚种
目前锤头鹳内部有两个公认的亚种：

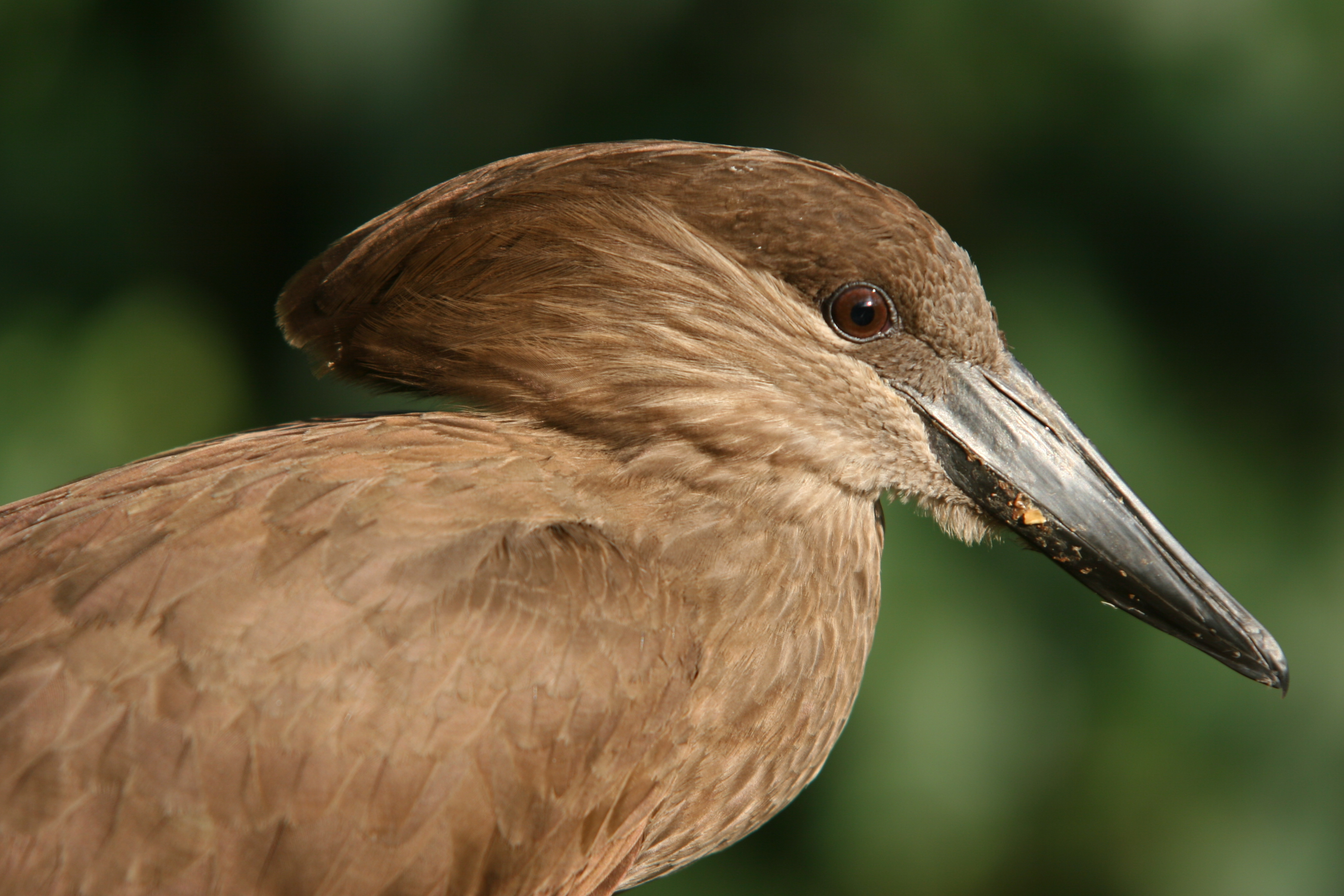
分布于西非的S. u. minor相比指名亚种毛色更为暗淡

- 指名亚种S. u. umbretta为最广为分布的亚种；
- S.u.minor分布于西非，该亚种由美国博物学家乔治·拉提马尔·贝茨（英语：George Latimer Bates）命名。该亚种相比指名亚种更小，羽毛也更为暗淡。

此外，部分地区的锤头鹳被认为与其余种群差异较大，但尚未建立亚种：：
- S. u. bannermani分布于肯尼亚西南部，学界一般认为该种群是指名亚种的一部分；
- 有学者认为马达加斯加的锤头鹳与其余种群有明显不同，如能建立亚种，其三名法学名会是 S. u. tenuirostris；
- 有学者认为纳米比亚奥卡万戈河流域的种群亦可建立亚种，但该种群尚无正式描述[17]。

## 外貌描述

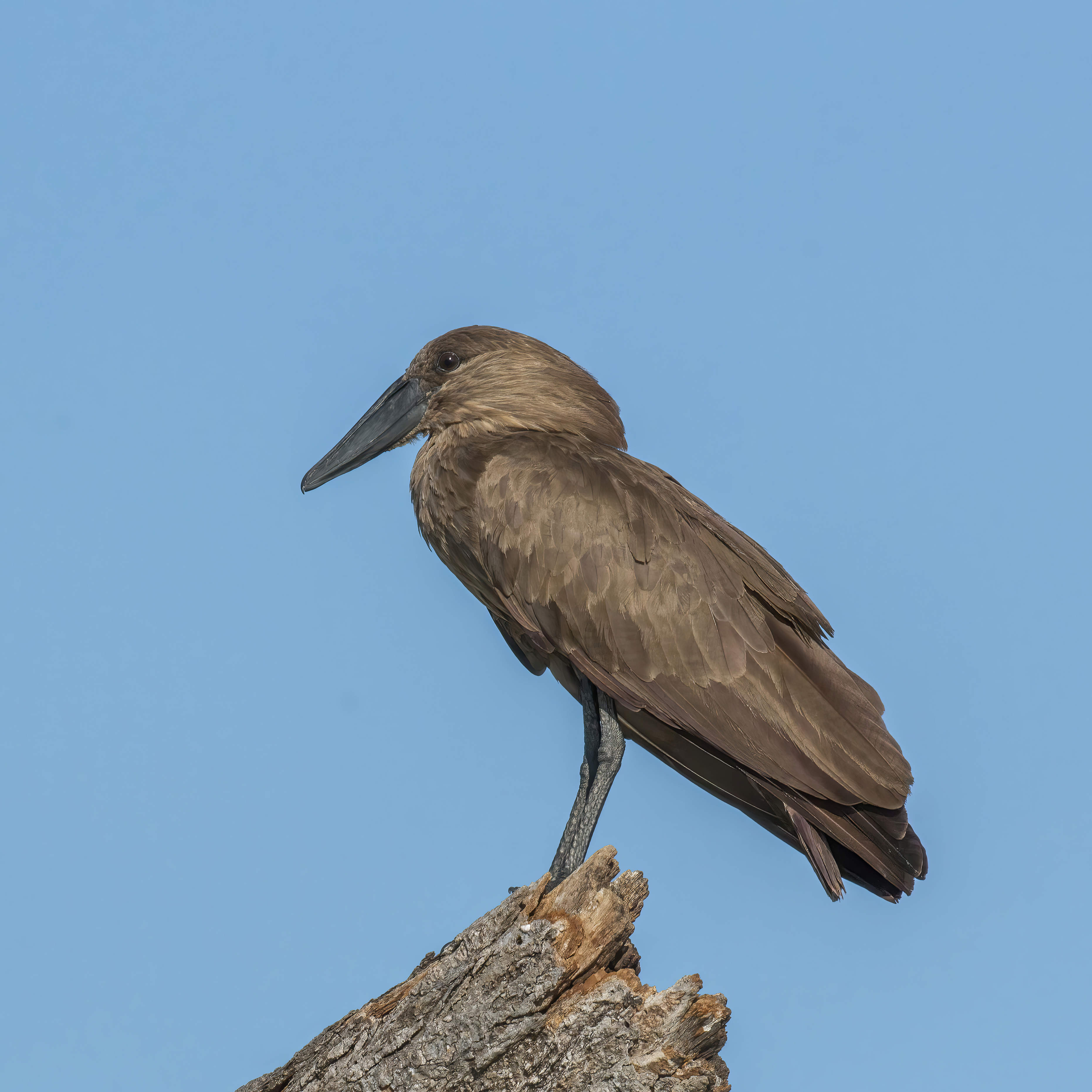
肯尼亚巴林戈湖畔的一只锤头鹳

锤头鹳是一种中型的涉禽，全长约56厘米，体重470克。该鸟通体褐色，尾部有淡色斑纹。不同年龄、性别的锤头鹳之间外貌无显著差异。锤头鹳的鸟喙紧而薄，末端微微翘起，长度可达85厘米。雏鸟的鸟喙一般为褐色，待长出羽翼则会变为黑色。

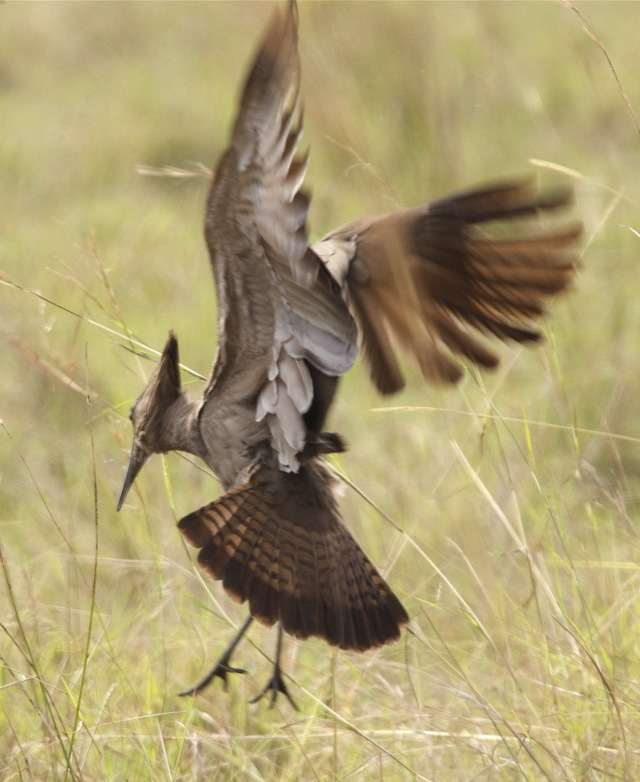
飞行中的锤头鹳，摄于卢旺达阿卡盖拉国家公园，注意其尾部的斑纹

锤头鹳的脖子与腿比其他鹈形目鸟类更短，其腿部为黑色，胫骨以上部分覆有羽毛。足部部分长有蹼，中间的趾头为梳状。其尾短，翅膀大而宽，末端为圆形。飞行时的锤头鹳会同鹳类一样伸长脖子，但会在振翅时将脖子缩至翅膀中间。锤头鹳的步态非常不稳，在走路时其颈部和头部会来回晃动。该鸟在步行时可能会张开翅膀以帮助保持平衡。

## 物种分布
锤头鹳分布于撒哈拉以南非洲、马达加斯加岛以及阿拉伯半岛西南部。此外，该鸟曾作为迷鸟出现于利比亚。

## 生态与习性
锤头鹳一般是日行性鸟类，但会在炎热的中午休息，亦有可能是在清晨与傍晚活跃的晨昏性动物。

### 栖息地

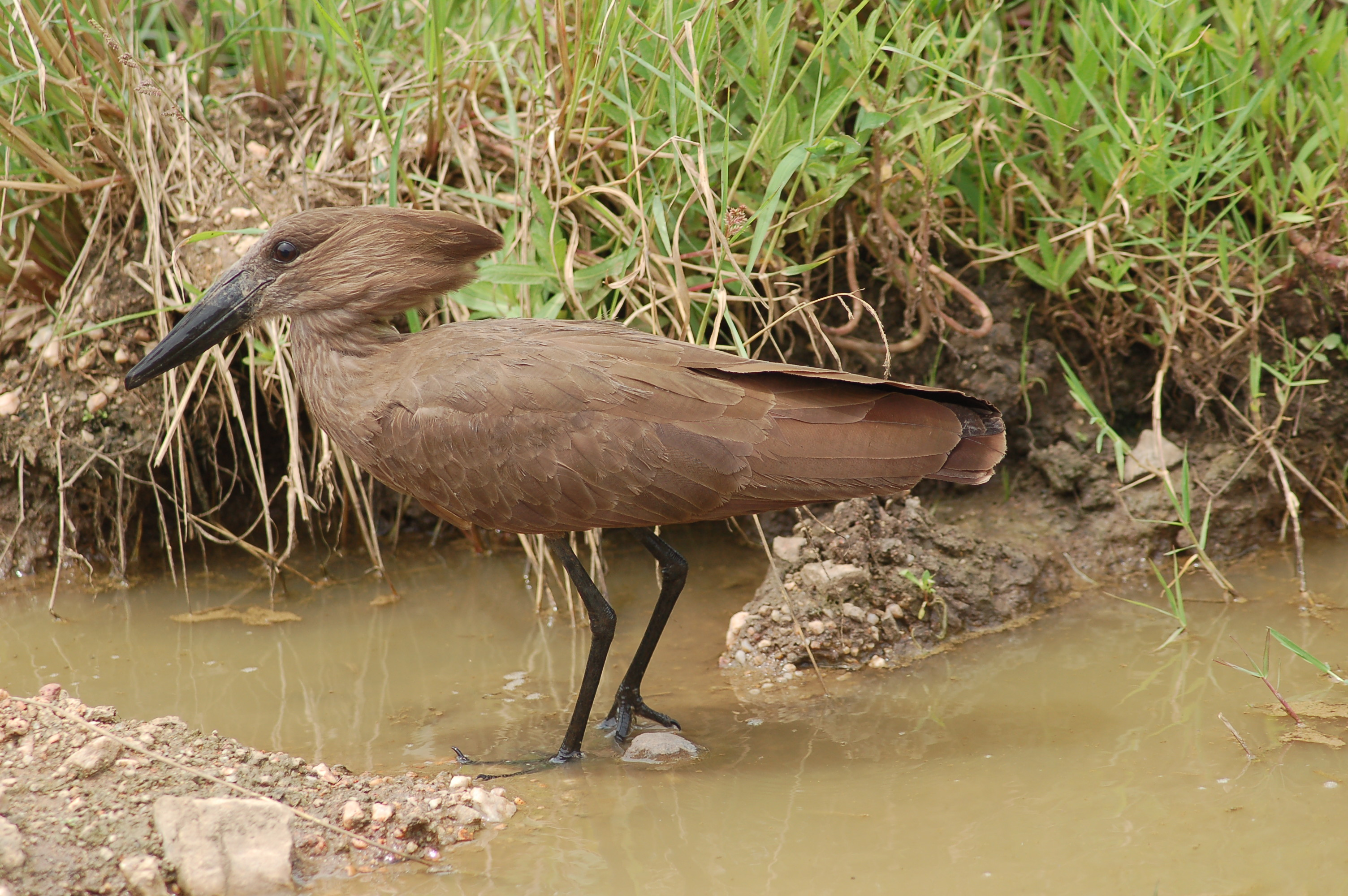
Scopus_umbretta_-Serengeti,_Tanzania-8

锤头鹳栖息于较浅的水体附近，例如红树林、溪流、河口湾、沼泽地、水库、稻田等。坦桑尼亚的种群会在岩质海滩上生活，而阿拉伯半岛的种群亦会栖息于有流水和树木的乾谷内。锤头鹳鲜少迁徙，其往往会与配偶共同占有一片领域，但部分种群可能会于雨季迁徙至更为宜居的栖息地内。锤头鹳不怕人，且常会在村庄或其他人造生境内觅食。

### 捕食

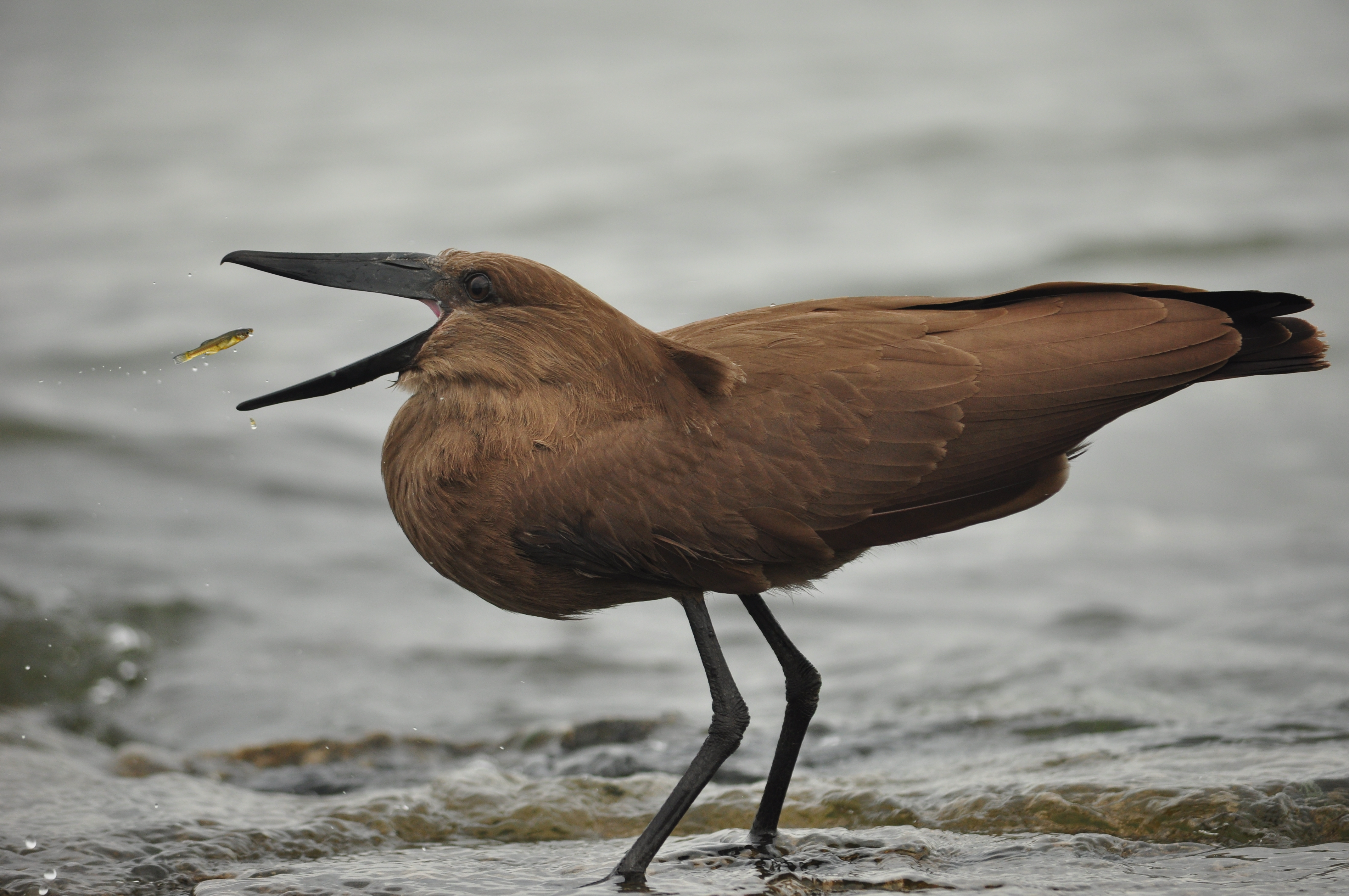
食用鱼类的锤头鹳

锤头鹳多单独或成对在水边捕猎，但偶尔也会成群捕猎。虽然锤头鹳主要以鱼类和两栖类为食，但其并不挑食，亦会捕食虾、昆虫与啮齿类等其他小动物。锤头鹳具体捕食的猎物则取决于种群位置，如非洲东部与南部的锤头鹳主要猎物是非洲爪蟾以及蝌蚪，而马里的种群则几乎只以小鱼为食。
锤头鹳的捕猎方式取决于其环境。若水质清澈，锤头鹳会直接通过视力进行捕猎，但在浑浊的河水中其会直接将鸟喙插入水中，感知到猎物接近后立刻合上鸟喙。锤头鹳还会通过用脚搅水或者突然张开翅膀的方式将猎物赶出其庇护所。锤头鹳会反复抖动其在泥泞水域中捕获的猎物以清洁其上的泥浆，如周围有清澈的水域其亦会将其带去清洗。此外，锤头鹳还会在水域附近低空盘旋时用脚抓取水面附近的猎物并用鸟喙取食。锤头鹳还会和西牛背鹭一样在水牛的背上捕食昆虫，也会停留在河马背上捕鱼。此外，有记录称锤头鹳会在缟獴捕食青蛙时在池塘边捕食逃窜的猎物。

### 生命周期

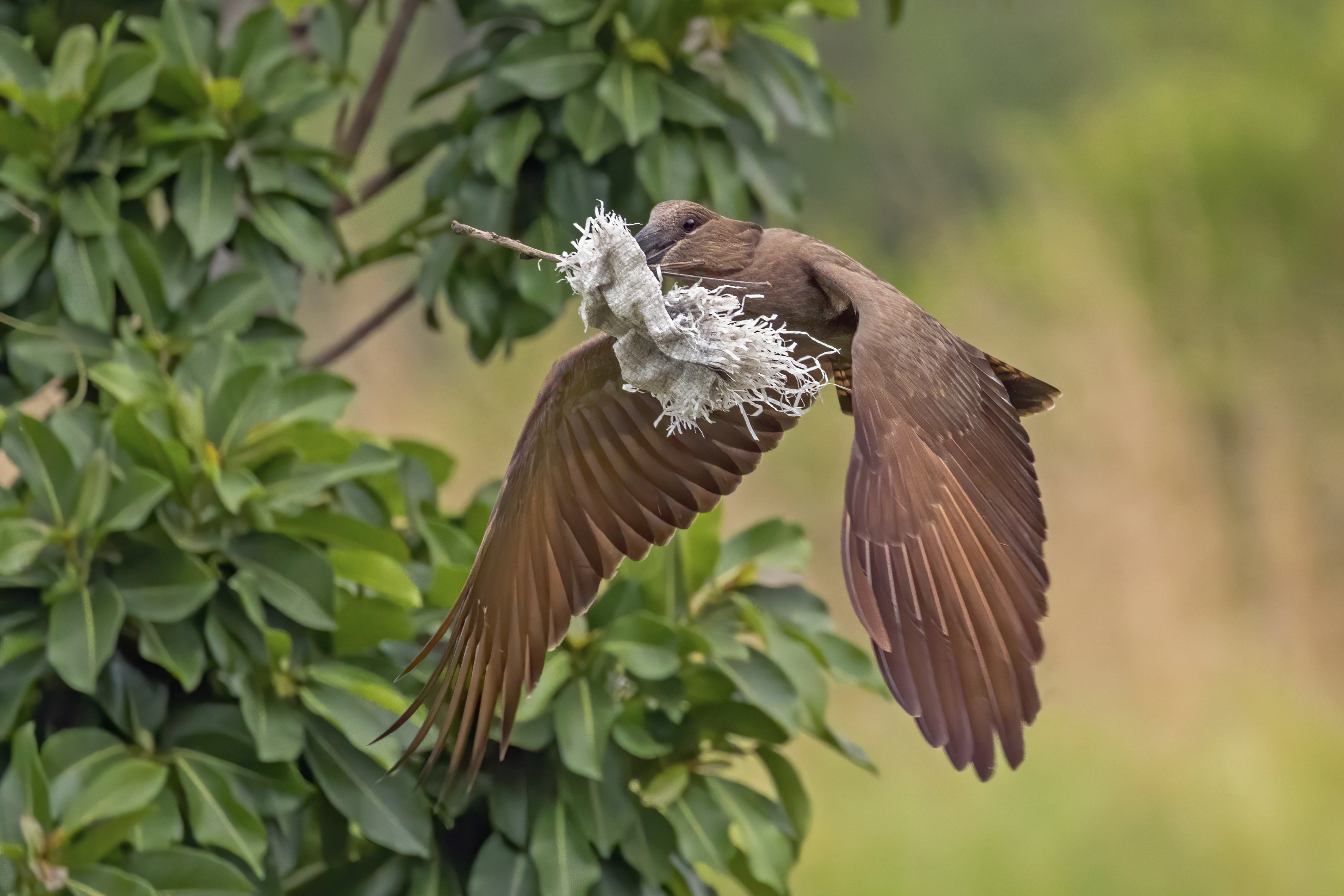
搜集材料筑巢的锤头鹳，摄于乌干达伊丽莎白女王国家公园

锤头鹳全年均会繁殖，但在旱季尤其频繁。该鸟会先进行求偶，之后双方会共同筑巢其一般会在树的分岔处筑巢，但也会在堤坝、河滩、山崖甚至是地面上筑巢。锤头鹳一窝会产下3-7枚卵。其鸟蛋一开始为白垩色，之后会变为纯白色。其鸟蛋平均宽44.7厘米，重27.8克，但不同地区和季节的鸟蛋大小差距极大。锤头鹳会每隔1-3天产下一枚蛋，因此各鸟蛋会在不同时间孵化。其孵化期约为30天。雏鸟全身长有灰色绒毛，会在破壳后约17天长出头部的羽毛，一个月左右长出躯干的羽毛并在破壳后44-50天离巢。刚离巢的幼鸟仍会在晚上返回鸟巢休息。在此期间，父母双方均会哺育幼鸟，但会长时间将幼鸟单独留在巢内。

#### 巢穴

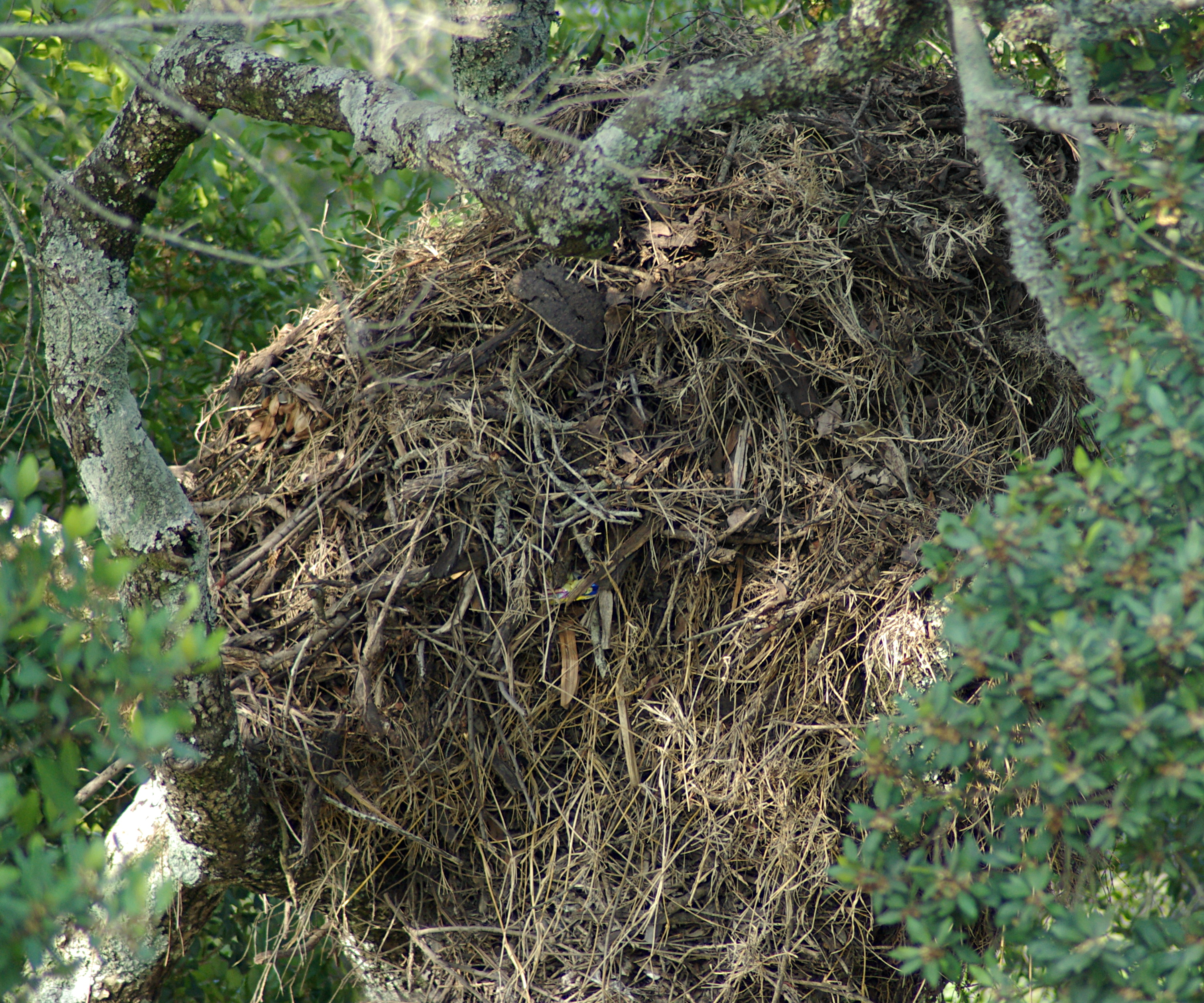
锤头鹳巢，摄于肯尼亚

锤头鹳的鸟巢极为复杂而庞大，纵宽可达1.5米，甚至足以支撑一个成年男子的体重。该鸟会先用泥浆将树枝黏在一起以筑成一个平台，之后再修筑墙壁和顶部。完工的鸟巢底部会有一个约13厘米宽的洞作为入口，内部有一条约60厘米长的隧道通往主室。其主室面积足够双亲与雏鸟在其中休息 。锤头鹳一般需要10-14週时间筑巢，期间会消耗约8000根树枝或草杆。在完成后，锤头鹳依然会继续建造鸟巢，但此时其材料多半不是树枝或草杆，而是骨头、皮毛、垃圾等杂物。成年锤头鹳即使不繁殖每年也会建造数个鸟巢，有猜测认为这可能是为了维持配偶关系。仓鸮或鹰鸮等猛禽时常会将锤头鹳赶出鸟巢并将其巢穴占为己有，但在鸮类离去后锤头鹳可能会继续使用原先的巢穴。许多小型动物会在该鸟的巢穴外筑巢，如獛、蛇以及鸽子、织布鸟、椋鸟等鸟类。锤头鹳虽有领域意识，但有报告称其会在同类巢穴附近筑巢，不同个体之间的领域亦会有重叠。

### 社会行为
独处的锤头鹳鲜少发出声音，仅会在飞行时发出尖锐的“咳”或“噫”声。然而，当身边有同类时时锤头鹳发出各种鼻音或是咯咯声。当三只以上的锤头鹳在一起时该鸟会发出一连串的“噫”声并用“噗”声结尾，其有时还会在发声的同时扇动翅膀。周围同类越多，锤头鹳的行为就越激动。此外，锤头鹳还有一种被称为“假骑乘”的社交行为，即一只锤头鹳站于另一只上方，看起来就好似在骑乘一样。在此期间，上方的锤头鹳有时会微张鸟喙或竖起羽冠。这种行为与交配毫无关系，锤头鹳会与不是自己配偶的个体进行这种行为，有时甚至是雌鸟骑在雄鸟之上或双方均是同一性别 。成群的锤头鹳亦会帮彼此梳理羽毛。

## 与人类之间的关系

### 文化象征
非洲许多文化中均有关于锤头鹳的传说。有地方传说认为其他鸟类会协助锤头鹳筑巢。科伊桑人认为锤头鹳在其营地附近鸣叫意味着有亲朋好友离世，卡拉哈里沙漠的桑人则将锤头鹳尊为雷鸟，并认为破坏其巢穴的人会被闪电劈中。马尔加什人稱其為（馬達加斯加北部）、或（馬達加斯加南部），认为破坏其巢穴者会染上麻风，并因此視其为恶鸟。
爱思唯尔旗下的一家引文数据库Scopus得名于锤头鹳的属名，东非自然历史学会的期刊《Scopus》也是如此。

### 种群现状
目前，锤头鹳的种群数量稳定，IUCN将其评为无危，但其仍面临栖息地破坏的威胁。此外，尼日利亚的民众会狩猎该鸟并作为传统药材售卖。